# Улица Пушкина (Ереван)
Улица Пу́шкина (арм. Պուշկինի փողոց) — улица в Ереване, в центральном районе Кентрон, проходит от улицы Налбандяна до улицы Сарьяна.

## История
Современное название улица получила в 1949 году в честь великого русского поэта А. С. Пушкина, по случаю 150-летия со дня его рождения.
В советское время, с 1921 года, носила имя революционера Богдана Кнунянца (1878—1911). Ранее называлась Тархановская

## Достопримечательности

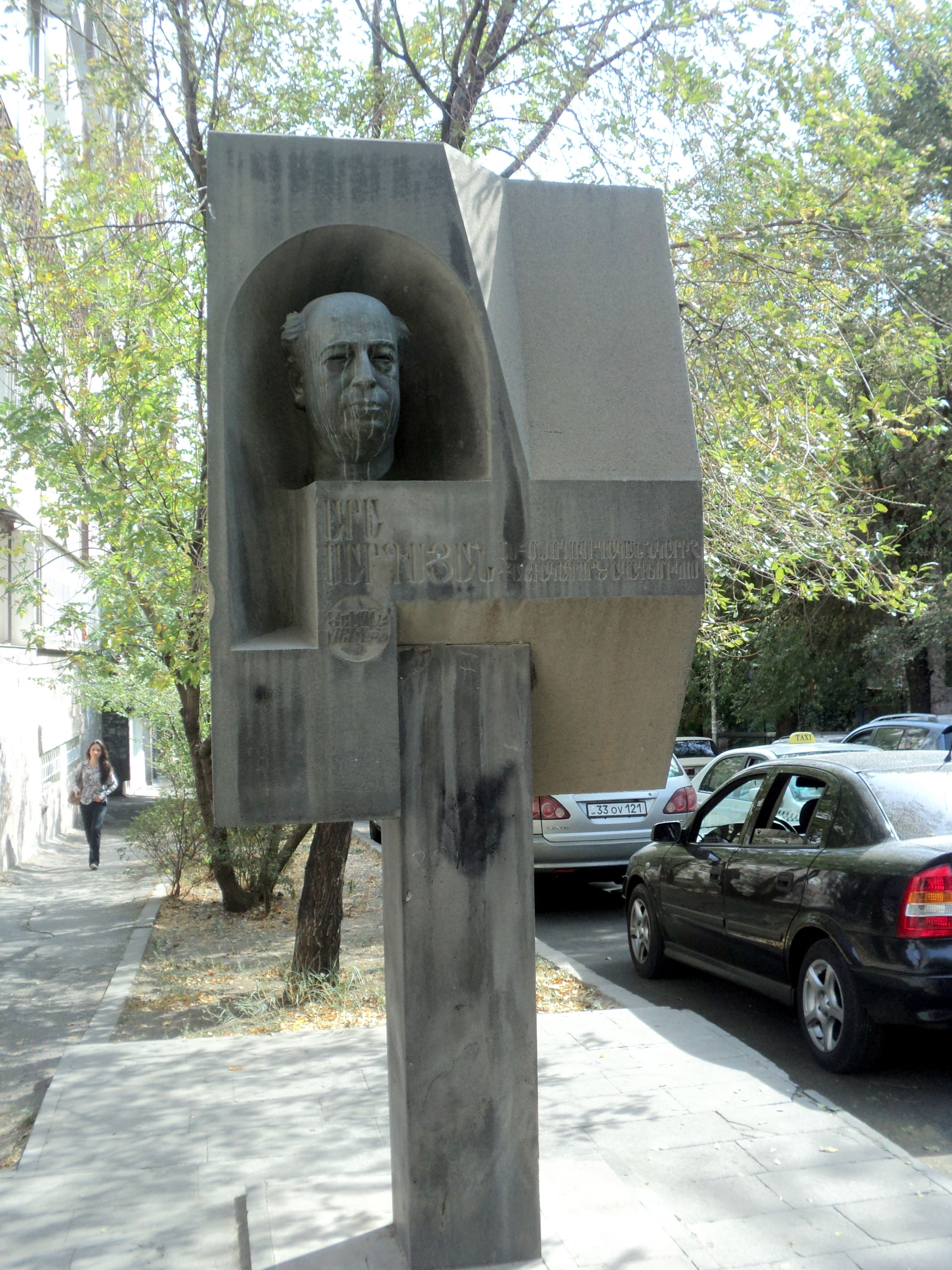
Памятник Ара Саркисяну у его дома-музея

д. 3а — Союз журналистов Армении, мемориальная доска Лемвелу Валесяну, мемориальная доска Ара Арутюняну
д. 38 — бывший дом Аракела Африкяна (начало XX века, архитектор Мирзоян)
Бывший дом Григора Амиряна (памятник архитектуры XIX века, перестроен в 1909 году)
Бывший дом Африкянов (утрачен)
д. 70 — Дом-музей Ара Саргсяна и Акопа Коджояна
Церковь Сурб Зоравор Аствацацин

## Известные жители
д. 9 — Армен Галоян
д. 12 — Эдуард Малхасян

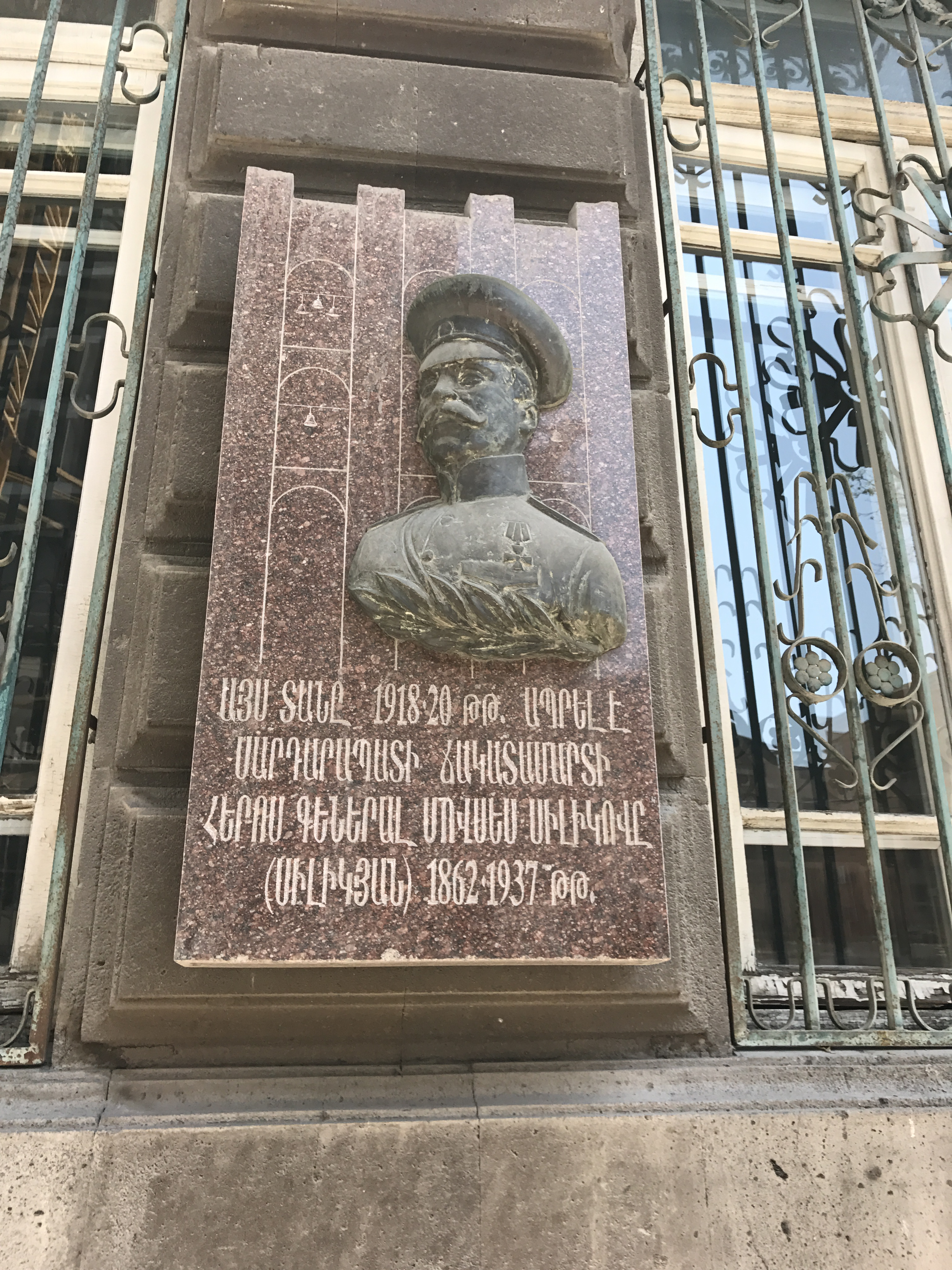
Мовсес Силикян

В д. 12/10 в 1928 году останавливался великий русский писатель Максим Горький.
д. 38 — Мовсес Силикян (мемориальная доска)
д. 40 — Геворк Брутян